# Жакобина (микрорегион)

Жакобина на карте.

Жакобина (порт. Microrregião de Jacobina) — микрорегион в Бразилии, входит в штат Баия. Составная часть мезорегиона Северо-центральная часть штата Баия. Население составляет 326 824 человека (на 2010 год). Площадь — 18 719,063 км². Плотность населения — 17,46 чел./км².

## Демография
Согласно сведениям, собранным в ходе переписи 2010 г. Национальным институтом географии и статистики (IBGE), население микрорегиона составляет:						
| Полное население                             | Полное население                             | Полное население                             | Полное население                             | 326 824 |
| -------------------------------------------- | -------------------------------------------- | -------------------------------------------- | -------------------------------------------- | ------- |
| в том числе:                                 | Городское население                          | 198 884                                      | Процент городского населения, %              | 60,85   |
|                                              | Сельское население                           | 127 940                                      | Процент сельского населения, %               | 39,15   |
|                                              | Мужское население                            | 162 175                                      | Процент мужского населения, %                | 49,62   |
|                                              | Женское население                            | 164 649                                      | Процент женского населения, %                | 50,38   |
| Плотность населения, чел/км²                 | Плотность населения, чел/км²                 | Плотность населения, чел/км²                 | Плотность населения, чел/км²                 | 17,46   |
| Население микрорегиона в % к населению штата | Население микрорегиона в % к населению штата | Население микрорегиона в % к населению штата | Население микрорегиона в % к населению штата | 2,33    |

## Статистика
- Валовой внутренний продукт на 2003 год составляет 625 883 209,00 реалов (данные: Бразильский институт географии и статистики).
- Валовой внутренний продукт на душу населения на 2003 год составляет 2008,49 реалов (данные: Бразильский институт географии и статистики).
- Индекс развития человеческого потенциала на 2000 год составляет 0,616 (данные: Программа развития ООН).

## Состав микрорегиона
В составе микрорегиона включены следующие муниципалитеты:
1. Калдейран-Гранди
2. Капин-Гроссу
3. Каэн
4. Жакобина
5. Мигел-Калмон
6. Мирангаба
7. Морру-ду-Шапеу
8. Ороландия
9. Пиритиба
10. Кишабейра
11. Сауди
12. Серроландия
13. Сан-Жозе-ду-Жакуипи
14. Варзеа-Нова
15. Варзеа-ду-Посу